# Dead Island
Dead Island es un videojuego de rol de acción de mundo abierto y horror de supervivencia desarrollado por Techland y publicado por Deep Silver. Lanzado para Linux, Microsoft Windows, OS X, PlayStation 3 y Xbox 360, el juego se centra en el desafío de sobrevivir en un mundo abierto infestado de zombis con un énfasis importante en el combate cuerpo a cuerpo. La trama se centra en cuatro supervivientes jugables que intentan sobrevivir y escapar de la isla ficticia de Banoi.
El juego se anunció en la Electronic Entertainment Expo de 2006, pero se retrasó hasta 2011. El avance del anuncio cinematográfico del juego generó controversia por su representación de un niño muerto. Sin embargo, la recepción fue positiva y se elogió el impacto emocional, la animación y la historia, y el tráiler se consideró uno de los mejores en cualquier medio. El juego fue lanzado en 2011. Septiembre para Norteamérica/Europa y octubre para Japón. A pesar de los elogios previos al lanzamiento, el juego recibió críticas generalmente tibias. Si bien fue elogiado por su atmósfera, jugabilidad y personajes jugables, también fue criticado por grandes dificultades técnicas y fallas en el juego, gráficos y, más notablemente, por carecer de los temas emocionales presentados en el avance. Vendió más de 5 millones de unidades en febrero de 2013.
En 2013 se lanzó una expansión DLC independiente, Dead Island: Riptide; un spin-off, Escape Dead Island, se lanzó el 18 de noviembre de 2014; y una secuela, Dead Island 2, estaba programada para lanzarse en 2015, pero se retrasó y finalmente se lanzó el 21 de abril de 2023. Una versión remasterizada del juego, titulada Dead Island Definitive Edition, se lanzó para Microsoft Windows, PlayStation 4 y Xbox One el 31 de mayo de 2016, seguida de una versión para Linux el 3 de junio de 2016. La versión remasterizada también se incluyó como parte de Dead Island Definitive Collection junto con Dead Island Riptide: Definitive Edition, todos los DLC y un juego derivado de desplazamiento lateral de 16 bits llamado Dead Island: Retro Revenge.

## Argumento
El juego se desarrolla en Royal Palms Resort, en la isla ficticia de Banoi, localizada en Papúa Nueva Guinea.
El personaje principal despierta en su habitación de hotel después de haber estado bebiendo durante una fiesta nocturna de la que apenas guarda algún recuerdo (debido a su estado de embriaguez). Al salir de su habitación descubrirá que algo extraño ha ocurrido ya que la isla ha sufrido un apocalipsis de zombis.
Como suele ser habitual en este tipo de juegos la primera misión le servirá al jugador a modo de tutorial. En dicha misión el personaje es guiado por una voz de radio explicándole cómo salir del hotel, el jugador tiene la oportunidad de familiarizarse con los controles sin preocuparse por nada más. Más adelante el jugador es atacado por zombis y queda inconsciente, despierta poco después atrapado en una cabaña de playa con otros supervivientes horrorizados. Una persona le ruega al personaje que vaya afuera y ayude a uno de sus compañeros que está siendo atacado por unos zombis. El personaje armado con un remo se dirige hacia afuera y los combate... 
A lo largo de la historia el protagonista conocerá nuevos personajes con los que se aliará para escapar de la isla en un barco. Es en ese nuevo escenario donde continuará la historia de los personajes en el siguiente juego de la saga, Dead Island Riptide.

## Personajes
Los cuatro personajes jugables en Dead Island (Cada uno con su propia especialización en armas) son Xian Mei (una expolicía, maestra de armas cortantes), Logan (un exjugador de la NFL, experto en armas arrojadizas), Sam B (un ex rapero, especializado en armas contundentes), y Purna (una expolicía, profesional en armas de fuego). Los cuatro están en la categoría de héroe y todos ellos son inmunes a la infección zombi.

### Principales
- Logan Carter: exjugador de la NFL, Logan tenía una vida de fama y lujos, pero su vida de excesos y derroches le dejaron arruinado. Encima, durante una carrera de coches callejera, Logan chocó y mató a su acompañante, además se rompió la pierna en el accidente, impidiéndole jugar. Tras salir de la cárcel, Logan se vio obligado a jugar como semiprofesional en Canadá, tras eso, viajó por medio mundo patrocinando donaciones de sangre, acabando así en Banoi.

- Purna: policía de Australia, Purna era vice detective en Sídney, siendo además la primera mujer de ascendencia indígena en serlo, por ello sufrió las burlas y abusos de sus compañeros. Después de dispararle a un influyente magnate que abusaba de su hija, Purna fue despedida, viéndose obligada a trabajar en Banoi como guardaespaldas de los VIPs.

- Sam B: nacido en Nueva Orleans, Sam B tuvo una infancia difícil. Aficionado al rap desde niño, Sam B dio el salto a la fama con su canción Who Do You Voodoo, convirtiéndose en número uno del hip hop, pero dilapidó su fortuna demasiado rápido y además, las canciones que creaba ya no triunfaban, de modo que Sam B se marchó a Banoi para cantar ante los VIPs y demostrar que aún tiene talento.

- Xian Mei: nacida en Hong Kong, el padre de Xian era un famoso inspector de policía que murió asesinado por las tríadas. Xian decidió seguir sus pasos y tras graduarse en la universidad se convirtió en policía formando parte de la primera brigada femenina, pero no la formaron como prometieron y la subestimaban, a Xian la enviaron a Banoi a espiar a la influyente gente que viaja allí.

### Secundarios
- John Sinamoi: Socorrista de la playa, que es rescatado por los protagonistas de un grupo de zombis. Es el líder del grupo de supervivientes del centro turístico. Sinamoi envía al grupo en busca de comida y otras cosas, pero al ver que no había mucho éxito en las búsquedas, decide enviarlos a la ciudad de Moresby en busca de alimentos. Mientras el grupo se encontraba en Moresby, él intenta comunicarse numerosas veces con la voz de la radio, sin éxito alguno. Luego, el grupo vuelve al centro turístico y le hacen un último favor a Sinamoi antes de irse a la selva. Los cuatro protagonistas mantienen contacto con él pero dejan de comunicarse cuando llegan a la prisión. No se sabe que es lo que ocurre después con él, aunque lo más probable es que siga con vida hasta la entrega de Dead Island Epidemic ya que huyó de Banoi.

- Jin: Hija de un mecánico. Se une al grupo de supervivientes cuando su padre le ordena irse con ellos, debido a que había sido mordido y no quería lastimar a su hija una vez infectado. Más tarde en la historia, los supervivientes vuelven al taller y Jin finalmente le da muerte a su padre. Es asesinada por Ryder White, tras haber hecho que su esposa zombi lo mordiera.

- Madre Helen: Monja de la iglesia de la ciudad de Moresby. Se contacta con John Sinamoi y envía al jugador a hacer algunos trabajos y se queda con los demás supervivientes en la iglesia. No se sabe qué es lo que ocurre después con ella, aunque lo más probable es que haya muerto en el bombardeo que iba a efectuarse, junto con todos los demás supervivientes de la iglesia.

- Mowen: Contrabandista que es encontrado en la selva por los supervivientes, debido a que la voz les dijo que Mowen era el único que podía guiarlos hasta la prisión. Llega junto con los demás supervivientes a la misma, pero más tarde, Yerema le cuenta a los protagonistas que él se sacrificó para que ella y Jin pudieran escapar con vida de los zombis que los atacaban junto a los prisioneros.

- Dr. Robert West. Es un doctor que aparece en el laboratorio. Los protagonistas le entregan a una nativa de la selva, Yerema, para hacer unos estudios y encontrar una vacuna. Cuando los supervivientes regresan al laboratorio infestado y encuentran a Yerema, esta les explica que el Dr. West fue devorado por los infectados.

- Koritoia Ope: Jefe de los nativos de la selva. Es asesinado de un balazo por Purna, antes de que él asesine a su hija, Yerema, que creía infectada. Curiosamente, si Ope hubiera matado a Yerema, la infección no podría haberse propagado aún más.

- Yerema: Nativa de la selva, hija de Ope. Es la fuente de origen de la epidemia. Es salvada por los supervivientes, justo antes de que su padre la mate. En el laboratorio, el doctor West le saca una cantidad grande de sangre, y ella misma se encierra en una celda dentro del laboratorio y presencia la muerte del doctor, devorado por los infectados. En la prisión, cuando los zombis atacan a los prisioneros, ella y Jin son salvadas por Mowen, que se sacrifica para que escapen. Al final del juego, logra escapar junto con Kevin y los demás supervivientes.

- Titus Kabui: Líder de los prisioneros. Hombre grande, musculoso y con tatuajes por todo el cuerpo. Envía al protagonista a hacer algunos trabajos, como el de buscar municiones y comida. Cuando el protagonista encuentra a Jin y a Yerema cerca del ascensor de la prisión, esta última le cuenta que los prisioneros atacaron a Titus y luego los zombis acabaron con todos.

### Antagonistas
- Kevin/Charon: Prisionero hacker que se encontraba en la prisión. Es la primera persona con la que los protagonistas tienen contacto, debido a que él es la voz que aparece desde el principio de la historia. Es el responsable de la propagación de la infección, pero no lo revela nunca a los supervivientes para poder escapar. Se hace pasar por el coronel Ryder White para obtener ayuda. Su verdadero nombre es Charon, pero engañó a los demás diciendo que se llamaba Kevin. Salva a la esposa de White para poder escapar de la isla, además de engañar a los supervivientes y ayudar a Ryder para quitarles la vacuna. Al ver que el coronel no le permite escapar de la isla, prepara una venganza, advirtiéndole a los protagonistas que White era una amenaza. Al final del juego, escapa en un helicóptero con los demás supervivientes. En la entrega de Dead Island Riptide se desconoce qué pasó con él, pero lo más probable es que esté muerto porque la paciente cero llamada Yerema inicio el brote en el barco militar donde ella junto a Charon fueron capturados junto con los protagonistas al aterrizar su helicóptero.

- Ryder White: Coronel del ejército australiano. Es enviado a destruir el puente que conecta la ciudad para que no se propague la infección, pero el helicóptero donde viajaba sufre un accidente y él es el único superviviente. Es un hombre humilde que solamente seguía órdenes de su oficial al mando, pero al enterarse de que su esposa fue infectada, se convierte en un demente que mataría a quien sea con tal de curarla. Le roba la vacuna a los supervivientes para detener la infección en el organismo de su mujer, pero al ver que ya se había convertido, planea escapar con ella a Sídney. Cuando White y los supervivientes se encuentran en el helipuerto de la prisión, este los amenaza a punta de pistola para que solo él y su esposa escapen de la isla. Asesina a Jin después de que esta haga que su esposa zombificada lo muerda. Luego de esto, se inyecta el supuesto antídoto, que era en realidad una versión mejorada del virus. Ryder se convierte en un infectado enorme y al final es asesinado por el grupo de supervivientes. Aunque él es el enemigo final del juego, el verdadero antagonista es Charon.

- Jason: Asesino demente que se encuentra en la selva. Es un antagonista secundario basado en el original asesino de la saga de películas de Friday the 13th., debido a que no tiene relevancia alguna en la trama del juego se trata de un Easter Egg. Se lo puede encontrar en una cabaña y se lo ve luchando contra varios caminantes con su famoso machete, resistiendo a cada ataque que le da cada uno. Una vez que mate a todos los zombis se irá contra el jugador y le matará de un golpe, debido a que tiene una fuerza sobrehumana. Dentro de su cabaña podemos encontrar su cama, un altar basado en el asesino de Viernes 13 y una motosierra.

## Jugabilidad
Dead Island es un videojuego en un mundo 'abierto', jugable desde una perspectiva en primera persona, con un máximo de cuatro jugadores en modo cooperativo pero solo en línea o en interconexión (LAN). El juego se centra en el combate cuerpo a cuerpo, también habrá armas de fuego aunque la munición es muy limitada y se requiere usarla en casos donde el jugador entra en un tiroteo o para matar enemigos desde una distancia segura. Incorpora armas personalizables y elementos de videojuego de rol.
El juego contiene cuatro actos, divididos en 18 capítulos. Cada acto se centra en una zona en particular (I: Centro turístico, II: Ciudad de Moresby, III: Selva, IV: Prisión). En cada acto debemos cumplir las misiones de los personajes de la trama que nos encarguen para poder continuar con la historia mientras tanto, las misiones secundarias que nos encargan los supervivientes son para recibir recompensas como puntos de experiencia para mejorar habilidades, subir de nivel y recibir objetos o armas especiales y poderosas. Es posible conducir vehículos, aunque su manejo no sea del todo fácil, estos le permiten trasladar al jugador de un lugar a otro de la isla mucho más rápido y con más seguridad.
Hay una "clase especial" de zombis, que son más poderosos que los enemigos estándar, éstos son los Matones, Suicidas, Ahogados, Embestidores y Carniceros.

## Desarrollo
Dead Island fue publicado por Deep Silver.
Los zombis poseen capas modeladas de carne y músculo en sus cuerpos, lo cual significa que tienen un sistema de daños en varias capas y con lesiones en tiempo real.
Un tráiler con la muerte de una niña fue comentado por Ben Parfitt en MCV. Parfitt elogió el tráiler, pero criticó la reacción en línea de él, escribiendo "Es un vídeo que utiliza una imagen de una niña muerta e imágenes de su muerte para crear un lazo emocional con un producto". Wired exclamó, "Podría ser el mejor trailer de videojuegos que he visto; magnífico, bien editado y emocionalmente atractivo."
Sin embargo, Wired pidió precaución, diciendo que Techland no hizo el tráiler y que "todos están promocionando un cortometraje, no el juego en sí."

## Recepción
Dead Island ha obtenido una cierta cantidad de críticas a favor, por parte de empresas muy importantes en videojuegos, pero también de críticas en contra, debido a su autoguardado penoso.
El principal hecho que ha sido bien visto es el de que el juego sea un "mundo abierto", es decir, el jugador puede hacer las misiones cuando plazca, y puede ir por cualquier lugar de la isla. La historia del juego también es un punto no clave pero importante. A pesar de que la versión de PC apenas tenga mejor resolución, tiene muchos más bugs que en las versiones de consola.